# Знак четырёх (фильм, 2001)
«Знак четырёх» (англ. The Sign of Four) — канадский телевизионный фильм 2001 года, режиссёра Родни Гиббонса, снятый по одноимённому роману сэра Артура Конан Дойля. Главные роли исполнили Мэтт Фрюэр и Кеннет Уэлш. Второй из серии четырёх канадских фильмов о Шерлоке Холмсе.

## Сюжет
Молодая гувернантка Мэри Морстен ежегодно и анонимно получает по редчайшей жемчужине. Драгоценная посылка совпадает с днем исчезновения отца девушки, пропавшего загадочным образом десять лет назад. Наконец, таинственный благодетель просит девушку о встрече.
Напуганная Мэри обращается за помощью к легендарному сыщику и его преданному другу, доктору Ватсону. Однако встреча Мэри с незнакомцем поднимает лишь новые вопросы у Холмса, а у Мэри вызывает еще больший страх и подозрения. Но непредвиденные трудности не только не смущают гениального сыщика, но еще больше разжигают его спортивный азарт.
Благодаря своему легендарному дедуктивному методу он разматывает запутанный клубок преступления, где сплелись воедино спрятанное сокровище, жадность, месть и внезапная смерть.

## В ролях
- Мэтт Фрюэр — Шерлок Холмс
- Кеннет Уэлш — доктор Ватсон
- Софи Лоран — Мэри Морстен
- Марсель Женин — Тадеуш/Бартоломью Шолто
- Майкл Перрон — инспектор Джонс
- Эдвард Йанки — Джонатан Смолл
- Кевин Вудхаус — Уильямс
- Джонни Кейворт — майор Шолто
- Кэтлин Мак-Алифф — миссис Хадсон
- Фернандо Чен — Тонга
- Уна Кай — миссис Алиса Бернстоун
- Дэниел Брошу — Уиггинс
- Дэнис Сент-Джонс — мистер Шерман
- Джастин Брэдли — капитан Кейн
- Кеннет Фернандес
- Эмма Стивенс